# Domprosteriet, Borgå stift
Domprosteriet är ett prosteri inom Borgå stift i Finland. Det leds 2014-2018 av kontraktsprosten Karl af Hällström (f. 1967), kyrkoherde i Lovisa svenska församling och 2019-2022 av kontraktsprosten Mats Lindgård (f. 1962), domprost och kyrkoherde i Borgå svenska domkyrkoförsamling.

## Församlingar inom prosteriet
- Agricola svenska församling (fr.o.m. 2019)
- Borgå svenska domkyrkoförsamling
- Lappträsks svenska församling (t.o.m. 2018)
- Liljendals församling (t.o.m. 2018)
- Lovisa svenska församling (t.o.m. 2018)
- Pernå församling (t.o.m. 2018)
- Sibbo svenska församling

Från år 2019 slås församlingarna i Lappträsk och Lovisa ihop. Lappträsks svenska församling, Liljendals församling, Lovisa svenska församling och Pernå församling upphör och i stället tar Agricola svenska församling vid.